# Cupra UrbanRebel
La Cupra UrbanRebel est un concept-car de coupé sportif électrique du constructeur automobile espagnol Cupra présenté en 2021.

## Présentation
Le concept UrbanRebel est dévoilé le 1er septembre 2021 avant son exposition lors de la première édition du salon de l'automobile de Munich.

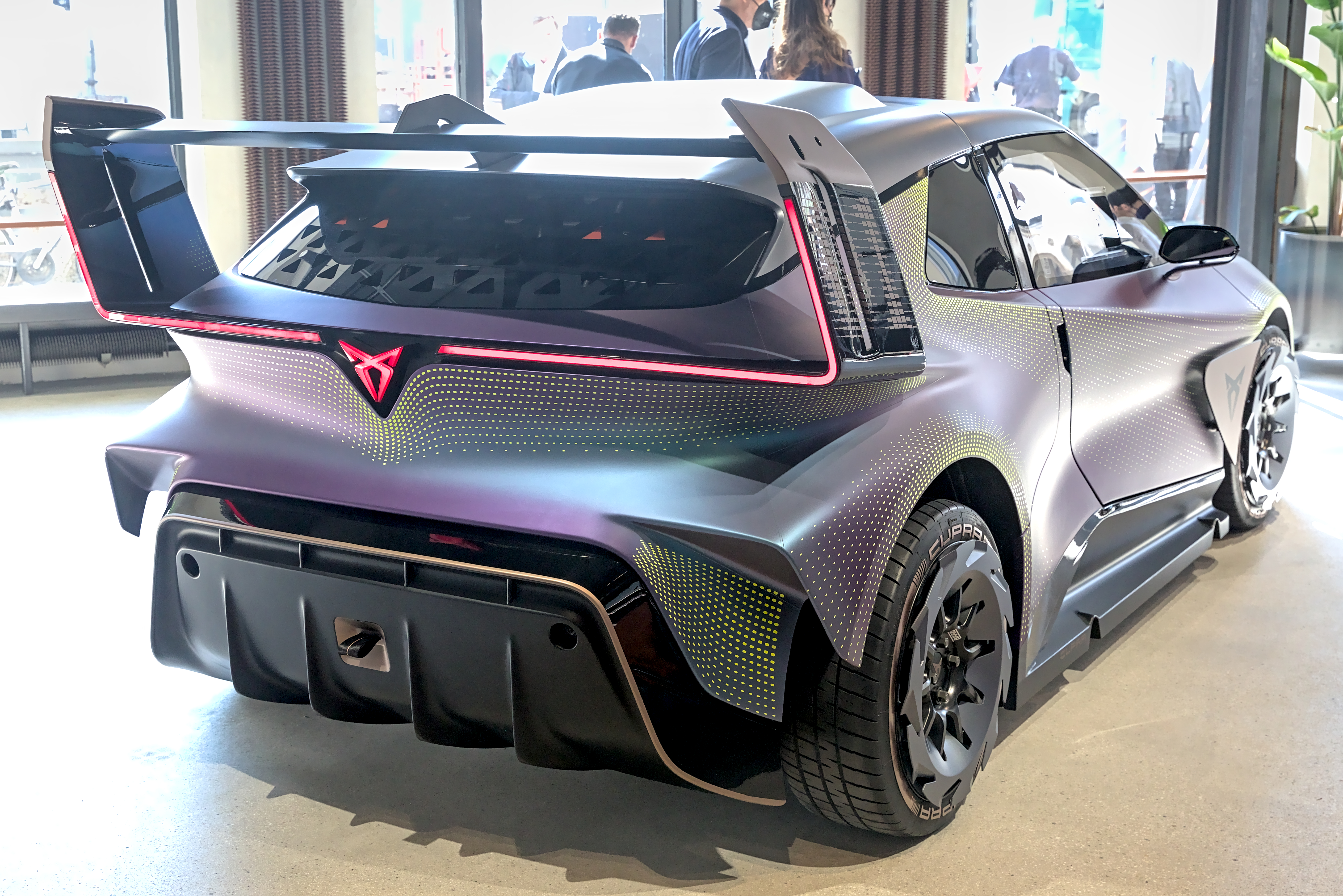
Vue arrière
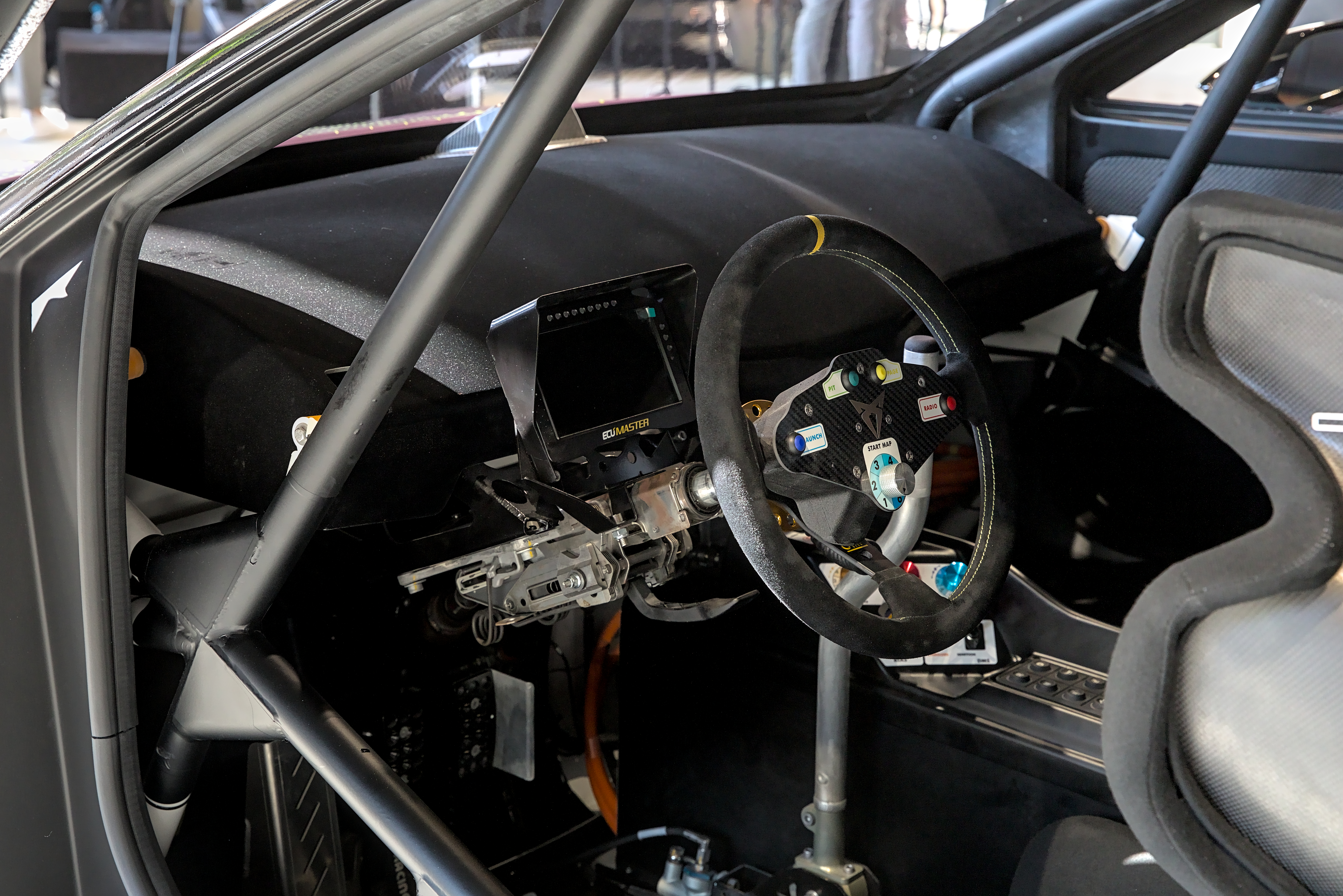
Intérieur

## Caractéristiques techniques
L'UrbanRebel repose sur la plateforme technique MEB conçue pour les véhicules électriques du Groupe Volkswagen.
Le concept car est doté d'un diffuseur arrière intégrant le bouclier, et d'un immense aileron rectangulaire qui intègre dans sa partie basse la signature lumineuse avec un bandeau de LED comprenant le logo Cupra illuminé au centre.

### Motorisation
L'UrbanRebel est doté d'une motorisation électrique de 250 kW (340 ch) en continu, avec une fonction boost à 320 kW (435 ch).